# Silverton (Oregon)
Silverton è una città degli Stati Uniti d'America, situata nella contea di Marion nello Stato dell'Oregon. Conta 7.414 abitanti.